# Olivier Bramanti
Olivier Bramanti est un dessinateur de bande dessinée français né en 1971 à Marseille. Il est le frère du dessinateur Jean-Philippe Bramanti.

## Biographie
Olivier Bramanti est né le 6 avril 1971 à Marseille. Il fait ses études en arts appliqués à ceux d’Angoulême, dont il sort en 1993 pour se consacrer essentiellement à la bande dessinée et à l'illustration. Il participe à des ouvrages collectifs (Les enfants du Nil en 1991-93, Innuat en 2000...) et à des revues, comme Le Cheval Sans Tête pour Amok. En 1999 est publié son premier album, Le Pont de l'Ange puis, en 2001, Le Chemin des merles. En 2004, avec Yvan Alagbé, il publie Qui a connu le feu. Ses dessins font l'objet d'expositions à la Maison des Auteurs d'Angoulême et à Poitiers.
En 2001, sur une initiative de Frédéric Debomy avec l'association Khiasma, Bramanti participe à Birmanie, la peur est une habitude. Cet ouvrage donne lieu à une exposition à Quai des bulles.
Bramanti, en résidence à la Maison des auteurs à Angoulême, participe à Lire en fête, avec le thème « Une ville, une oeuvre » ; il y conçoit un atelier : Réseaux et lignes de ville. Au cours de cette résidence de trois ans, il élabore Jeanne, ouvrage publié en 2007 (éditions Carabas Révolution). Le point de départ de cette œuvre est le cortège du Front national le 1er mai 2004 à Paris : il y prend de nombreuses photos puis les retravaille. En 2010, Bramanti participe au festival de la bande dessinée engagée de Cholet.
En 2012, de nouveau avec Debomy, Bramanti participe à Turquoise, portant sur le génocide au Rwanda. Ce travail donne lieu à une exposition : Turquoise, histoire d'un génocide, à la Maison du dessin de presse de Morges.

## Publications

### Albums
- Le Pont de l’ange, éd. Amok (Feu), 1999[13].
- Le Chemin des merles, éd. Amok (Octave), 2001.
- Qui a connu le feu, texte d’Yvan Alagbé, éd. Frémok (Amphigouri), 2004.
- Jeanne, éd. Carabas (Révolution), 2007.
- L’Œil du purgatoire, roman de Jacques Spitz, éd. L’arbre vengeur, 2008.
- Mai 68, le pavé de bande dessinée, collectif, éd. Soleil, 2008.
- Turquoise, scénario de Frédéric Debomy, éd. Les cahiers dessinés, 2012.

### Collectifs
- Les enfants du Nil (collectif), éd. Delcourt, vol. 2 et 3, 1991/1993.
- Innuat : En quête de mémoires (collectif) éd. Paquet, 2000.
- Birmanie, la peur est une habitude (collectif), éd. Khiasma, 2002.
- Paradis/Paraiso – Djazz I : Sto Domingo (collectif), éd. Frémok, 2003 (Vox).